# Dombóvári Kosársuli KE

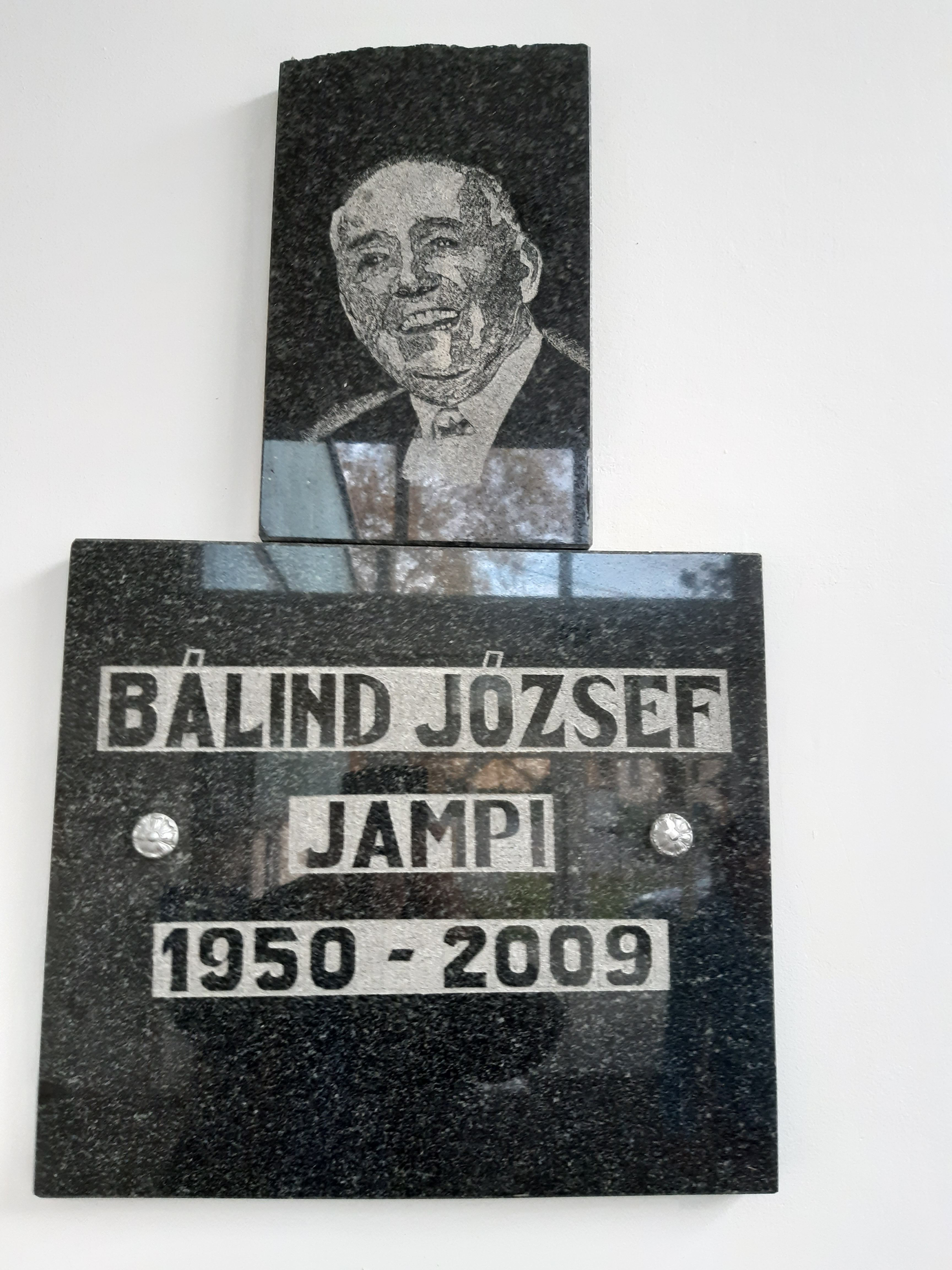
Bálind József – Jampi

A Dombóvári Kosársuli KE (Dombóvári Kosárlabda Suli Közhasznú Egyesület) szakosztály 2005-ben, az első dombóvári szakosztály 1944-ben alakult.  A férfi és a női csapat a megyebajnokságban szerepelt. Utóbbi 1946-ban már a vidékbajnokságban is elindult.

## Története

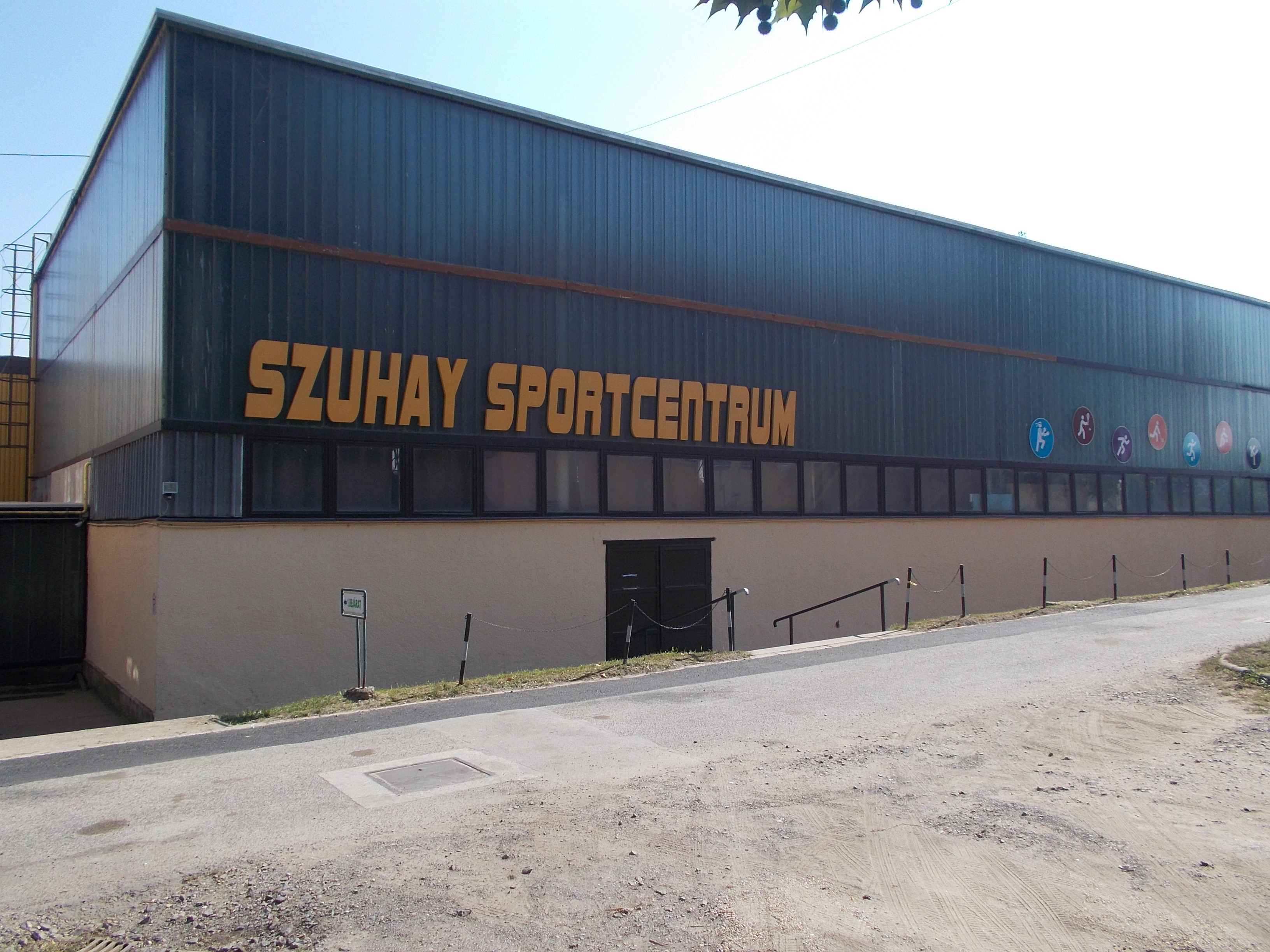
Szuhay Sportcentrum

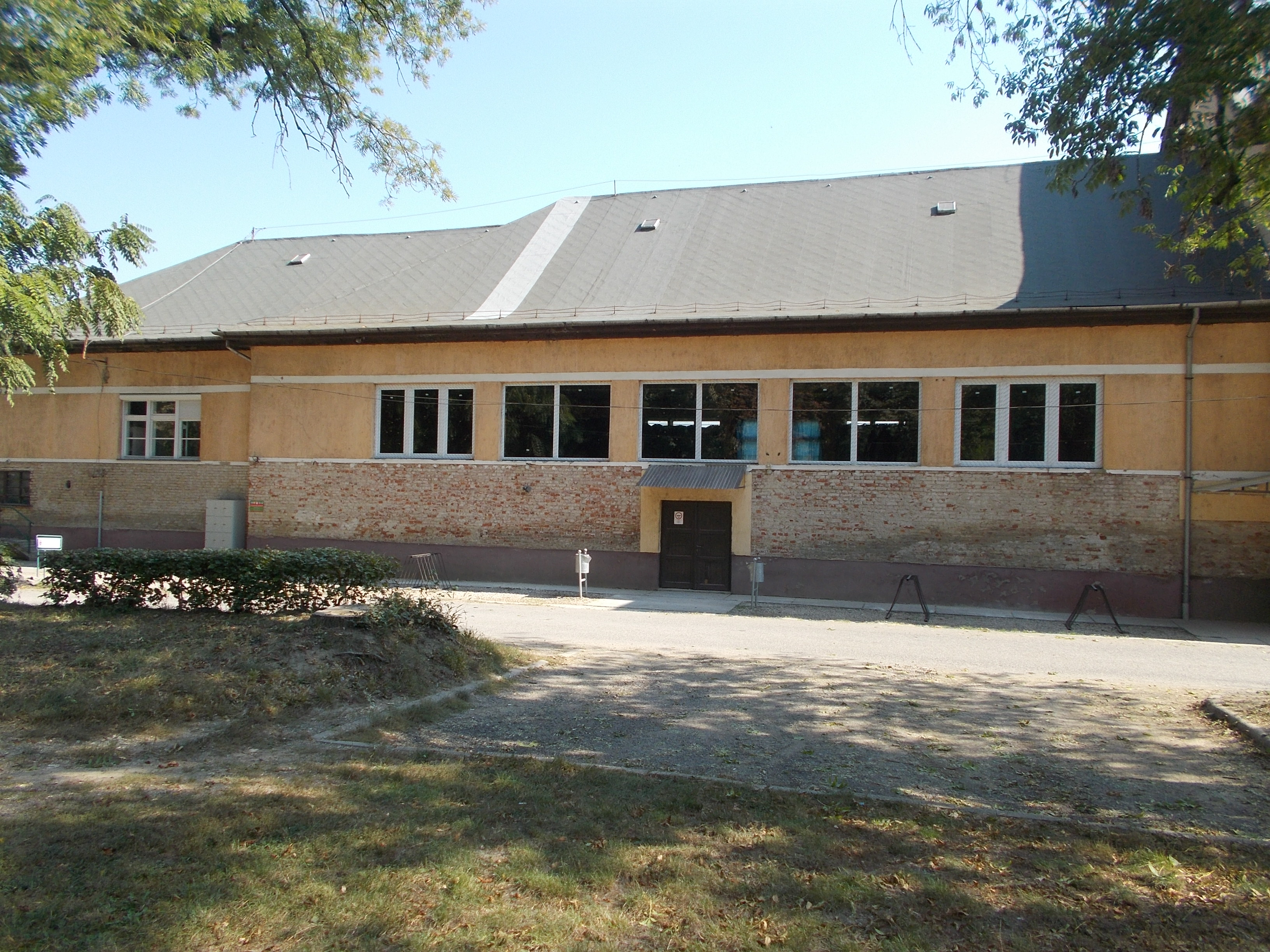
Szuhay Sportcentrum

A megyebajnokságban szerepeltek a csapatok az 50-es években. A férfi csapat kétszer is osztályozót játszott az NB-2-be jutásért, először az 1965/66-os idényben, majd az 1969/70-es szezonban,  a magasabb osztályba jutás egyik alkalommal sem sikerült. 
1968-tól már utánpótlás csapatok is alakultak. A 70-es évek elejétől a férfi csapat az NB-3-as bajnokságban szerepelt. A dombóvári női csapat 1971-ben feljutott az NB-2-be. 
1975-ben a DVSE (Dombóvári Vasutas Sport Egyesület) néven szereplő férfi csapat megnyerte az NB-3-at és a sikeres osztályozót követően az NB-2-be jutott. A csapat a bajnokság mellett az MNK küzdelmeiben is jól szerepelt. A női csapat ebben a szezonban sajnos kiesett az NB-2-ből, majd 1977-től a szakosztály felfüggesztésre került. 1976-ban a férfi csapat megnyerte a Kiskun Kupát és az MNK-ban is jól szerepelt. A dombóvári férfi együttes a 70-es évek második felében előbb stabil NB-2-es csapattá, majd a bajnokság egyik élcsapatává fejlődött. 1979-ben a női szakág is újjá alakult. 1983-ban felépült az új, modern kosárlabda csarnok a DVMSE sporttelepén, mely mai napig otthona a helyi csapatoknak. Az új csarnok első idényében a férfiak ezüstérmet szereztek az NB2 Nyugati csoportjában.1985-ben a DVMSE férfi csapata bajnoki címet szerzett az NB-2 Nyugati csoportjában és története során először az NB-1 B csoportos bajnokságba jutott fel, ahol 1989-ig folyamatosan szerepelt.Az 1989/90-es szezon újabb sporttörténelmi sikert hozott a városnak. A Dombóvár története során először feljutott az NB-1 A csoportba, vagyis a legmagasabb osztályba. A bajnoki szezon előtti felkészülési torna, a Gunaras Kupa egyre nagyobb népszerűségre tett szert és nemzetközi tornává nőtte ki magát, ahol a jó nevű magyar együttesek mellett többek között szerb, horvát, osztrák, szlovák, kazah csapatok is szerepeltek. Az 1990/91-es szezon végén nem tudott az NB-1 A csoportban maradni, így a csapat az NB-1 B –ben folytatta szereplését. Az első kiemelkedő utánpótlás siker 1995-ben született meg. A DVMSE ifjúsági csapata Országos Ifjúsági Kupa (OIK) győzelmet aratott.
A 90-es években a felnőtt együttes az NB-1 A illetve az NB-1 B csoportjában szerepelt. 1999-ben az U16-os csapat megnyerte az Országos Kadet Kupát. Ugyanebben az évben Balatonbogláron került sor az USIC Vasutas Európa-bajnokságra. A felnőtt csapat csak a döntőben talált legyőzőre, így az ezüstérmet szerezte meg. A 2000/2001-es idény végén a csapat ismét feljutott az NB-1 A csoportba. A felnőtt gárda ettől kezdve egy évtizeden át folyamatosan a legmagasabb osztály tagja maradt, mely ebben az időszakban Dombóvár KC néven szerepelt. 2002-ben a Dombóvár KC, története során először az NB-1 A csoport legjobb nyolc együttese között végzett és a rájátszásba jutott. A negyeddöntőben a paksi ASE elleni párharcban a csapat alulmaradt, így nem jutott a legjobb négybe. 2004-ben a Dombóvár KC nagyszerű szereplésének köszönhetően a helyi felnőtt kosárlabda egyik legnagyobb sikerét elérve a Magyar Kupa négyes döntőjébe kvalifikálta magát. 
2005-ben önálló utánpótlás nevelő egyesületként megalakult a Dombóvári Kosárlabda Suli KE. A 2007/2008-as bajnokságban a Dombóvár KC felnőtt csapata a sportág helyi történetének legjobb bajnoki szereplését produkálva az NB-1 A csoport alapszakaszának második helyén végzett. A 2008/2009-es idényben a csapat az alapszakasz ötödik helyén zárt.
A 2009/10-es szezon végén, több évtized után, financiális okokból megszűnt az NB1-es felnőtt profi kosárlabda Dombóváron. Innentől kezdve a Dombóvári Kosársuli KE képviseli a sportágat a városban. 
A 2010/11-es szezontól kezdve a felnőtt férfi csapat az amatőr NB-2-es bajnokság Nyugati csoportjában szerepel. 
A felnőtt együttes a 2015/16-os bajnokságban megnyerte az NB-2 Nyugati csoport küzdelmeit.
A 2018/19-es bajnokságban a csapat ezüstérmet nyert az NB-2 Nyugati csoportban.

## Csapatok
U-9-10 előkészítő, U-11 kenguru, U-12 gyerek, U-14 serdülő, U-16 kadett, U-18 junior, NB II.

### A Dombóvári Kosársuli kiemelkedő utánpótlás eredményei
- U12 Országos Döntő, Sopron – 2008
- U11 Országos Döntő, Szolnok – 2011
- U12 Országos Döntő, Debrecen – 2012
- U14 Ország legjobb 12-ben – 2012
- U11 Országos Jamboree, Sopron – 2014
- U11 Országos Jamboree, Székesfehérvár – 2015
- U12 Országos Jamboree, Pécs – 2015
- U14 Regionális Bajnokok Döntője, Budapest – 2015
- U14 Országos „A” Döntő, Sopron – 2018
- U14 Országos „A” Döntő, Debrecen – 2019
- U16 Országos „B” Döntő, Körmend – 2019
- U18 Regionális Bajnokok Döntője, Dombóvár – 2019
- U16 Kiemelt bajnokság résztvevő – 2019/20
- U18 Kiemelt bajnokság résztvevő – 2019/20
- U16 Országos „A” Döntő, részvételi jog – 2020
- U18 Országos „B” Döntő részvételi jog – 2020

## A dombóvári kosárlabda legeredményesebb, meghatározó személyiségei

### Hazai nevelésű játékosok
Ács István, Balogh László, Beák Gábor, Bosznai Péter, Gulyás Róbert, Halmai Balázs, Horváth Csaba, Kiss Károly, Klír Zsolt, Krasznai Milán, Krasznai Tibor, Panta István, Szalai Milán, Szilágyi Tamás, Szili Tamás, Szőke Balázs, Trupp Roland

### Magyar játékosok
Góczán Gábor, Jászberényi Péter, Molnár István, Czimbalek Csaba, Kerényi Zsolt, Kovács Nándor, Takács Sándor, Radovics József, Kis Attila, Kis Sándor, Érsek István, Polster Péter, Hartvich Tamás, Tamás Zoltán, Puskás Artúr, Bódi Ferenc, Simon Nándor, Dr. Deák Attila, Csirke Ferenc, Molnár Miklós, Vavra András, Gáspár Dávid, Csaplár-Nagy Arnold, Fülöp Gábor

### Külföldi játékosok
Jacek Miedzik, Leszek Chudeusz, Kudlas Zbigniew, Allon Wright, Anatolij Marcsenko, Alexej Erupkin, Zoran Marjanovic, Kevin Shand, Zoran Gavrilovic, Radovan Pesic, Mircea Cristescu, Aleksandar Milivojsa, Fedja Jovanovic, Emir Halimic, Andrija Sola, David Fisher, Enrique Zuniga, Charles Edmonson, Patrick Lee, Sean Riley, Jermaine Spivey, Jerome LeGrange, Germany Forbes, Jermaine Thomas, Tory Walker, Mike English, Julien Mills, DuJuan Wiley, Marco Sanders, Anthony Dill, Ivory Clark

## Kiemelkedő edzők, sportvezetők
Dr. Dobos Jenő, Harangozó László, Bálind József, Erdősi Lajos, Horváth Károly, Ifj.Szittya Imre, Németh József, Molnár István, Goran Miovic, Földi Sándor, Branislav Dzunic, Fodor Péter, Meszlényi Róbert, Déri Csaba, Dinnyés Attila, Peter Stahl, Adrian Budurean, Halmai Balázs, Szőke Balázs, Czétány László

## Díjak, elismerések
- Dombóvár Elismert Közössége – 2020

## Külső hivatkozások
- Köszönjük SZIKO
- Szezonzáró ünnepség
- Új szakvezető
- Kiválasztó táborok
- Videók